# تیراندازی در المپیک تابستانی ۱۹۹۶
تیراندازی در بازی‌های المپیک تابستانی ۱۹۹۶ نام رویداد ورزش تیراندازی در بازی‌های المپیک تابستانی بود که در سال ۱۹۹۶ برگزار شد. این مسابقات از ۱۵ بخش تشکیل شده بود که ۱۰ بخش آن برای مردان و ۵ بخش آن برای زنان بود.

## جدول مدال‌ها
| رتبه  | کشور                      | طلا | نقره | برنز | مجموع |
| ۱     | روسیه (RUS)               | ۳   | ۲    | ۱    | ۶     |
| ۲     | چین (CHN)                 | ۲   | ۲    | ۱    | ۵     |
| ۳     | آلمان (GER)               | ۲   | ۲    | ۰    | ۴     |
| ۴     | ایتالیا (ITA)             | ۲   | ۱    | ۲    | ۵     |
| ۵     | استرالیا (AUS)            | ۲   | ۰    | ۱    | ۳     |
| ۶     | لهستان (POL)              | ۱   | ۱    | ۱    | ۳     |
| ۶     | ایالات متحده آمریکا (USA) | ۱   | ۱    | ۱    | ۳     |
| ۸     | فرانسه (FRA)              | ۱   | ۰    | ۱    | ۲     |
| ۸     | یوگسلاوی (YUG)            | ۱   | ۰    | ۱    | ۲     |
| ۱۰    | بلغارستان (BUL)           | ۰   | ۲    | ۲    | ۴     |
| ۱۱    | قزاقستان (KAZ)            | ۰   | ۲    | ۱    | ۳     |
| ۱۲    | اتریش (AUT)               | ۰   | ۱    | ۱    | ۲     |
| ۱۳    | بلاروس (BLR)              | ۰   | ۱    | ۰    | ۱     |
| ۱۴    | جمهوری چک (CZE)           | ۰   | ۰    | ۱    | ۱     |
| ۱۴    | اسلواکی (SVK)             | ۰   | ۰    | ۱    | ۱     |
| مجموع | مجموع                     | ۱۵  | ۱۵   | ۱۵   | ۴۵    |